# رناتو راسل
رناتو راسل (انگلیسی: Renato Rascel؛ ۲۷ آوریل ۱۹۱۲ – ۲ ژانویهٔ ۱۹۹۱) هنرپیشه و خواننده اهل ایتالیا بود. 
از فیلم‌هایی که وی در آن نقش داشته‌است، می‌توان به راز سانتا ویتوریا، آخرین داوری، شنل، کمک بهیار، پینوکیو، آموزگار جایگزین، ناپلئون و عاشق مجنون‌وار اشاره کرد. 
راسل در مسابقه آواز یوروویژن ۱۹۶۰ به نمایندگی از ایتالیا شرکت کرده‌است.